# Cynthia Miller Freivogel
Cynthia Miller Freivogel (* 1976) ist eine US-amerikanische Geigerin.
Miller studierte an der Yale University (Bachelor in Musikwissenschaft) und am San Francisco Conservatory (Master im Violinspiel). Ihre Lehrer waren Camilla Wicks und Marylou Speaker Churchill. Sie spielte die Streichquartette Joseph Haydns mit dem Novello Quartet und dem Coriolan Quartet und nahm mit Brandywine Baroque Werke von Arcangelo Corelli beim Label Plectra auf. Als Solistin spielte sie Werke von Heinrich Ignaz Franz Biber beim Berkeley Early Music Festival und Partiten Johann Joseph Vilsmayrs beim Utrecht Fabulous Fringe. Häufig arbeitete sie mit visuellen Künstlern und mit Tänzern wie Garrett Ammon zusammen.
Als Orchestermusikerin gehört Miller Kammerensembles wie der Holland Baroque Society, dem Amsterdam Baroque Orchestra, den American Bach Soloists, Apollo's Fire, Portland Baroque, der Handel and Haydn Society (Boston), dem Philharmonia Baroque Orchestra und Combattimento (Utrecht) an. 2013 leitete sie bei den Internationalen Händel-Festspielen Göttingen das sechsköpfige Tulpen Consort.
Miller Freivogel verwendet auch zeitgenössische Instrumente. So spielte sie bei einer Aufführung von Vivaldis Jahreszeiten mit den Voices of Music (2018) auf einer Violine von Johann Paul Schorn. Als Konzertmeisterin dirigierte sie u. a. das Baroque Chamber Orchestra of Colorado, bei dem sie auch als Solistin auftrat. Ebenso dirigierte sie als Konzertmeisterin das ARTEK Chamber Orchestra in New York, die Ensembles Concerto Köln und Concerto d'Amsterdam. Joshua Rifkins Bach Ensemble leitete sie bei den Festivals für frühe Musik in Stockholm und Amsterdam, in Den Haag das Collegium Musicum den Haag und Musica Poetica. Im Duo Jakobstraum musizierte sie mit dem iranischen Cembalisten Mahan Esfahani. Weiterhin tritt sie als Solistin auf. So war ihr Auftritt bei den Händel-Festspielen Halle 2020 mit Concerto Köln geplant. Seit 2018 ist sie künstlerische Leiterin und Konzertmeisterin im niederländischen Ensemble Combattimento.
Miller Freivogel spielt nicht nur klassische Stücke: Auf dem Album Story Music (Arlo & Betty Recordings, 2013) von Teitur Lassen ist sie ebenfalls zu hören.
Miller lebt mit ihrer Familie in Amsterdam und unterrichtet an der Musikschule in Heemskerk.

## Weblink
- Website von Cynthia Miller Freivogel